# ウニカ・チュルン
ウニカ・チュルン（Unica Zürn, 1916年7月6日 - 1970年10月19日）は、ドイツの画家、作家。ハンス・ベルメールのパートナー、そして作品のモデルとして有名な女性で、彼とともに生活し、影響を受けながらの共同作業も多い創作活動の中で、アナグラム詩と自動画を残した。しかし晩年の10年間ほどは統合失調症に苦しみ、入退院を繰り返していたため作品数は多くはなく、1970年の一時退院中に投身自殺した。

## 生涯
ウニカ・チュルンは1916年にベルリンのグリューネヴァルトにて、ラルフ・チュルンを父として生まれた。ラルフは騎兵大尉を勤め、退役後は出版業及び執筆業に身を置き、仕事と旅行で留守がちであったが、ウニカは父を熱愛していた。父の持ち帰るアフリカやアジアの美術品はウニカを魅了し、後に描くデッサン等にアラベスクが頻出することは、その影響であるという。
一方、母との関係は冷淡であり、1930年に両親が離婚し、ウニカは父方に引き取られたあとは、一度面会したきり二度と会うことはなかった。10歳のウニカをレイプしたと目される兄とは第二次世界大戦中に和解するまで不仲が続いた。
勉学を終了してから、結婚まではベルリンのウーファ映画会社で記録係とフィルム編集者として働いていた。
1930年代からドイツ敗戦までのベルリン激動期の世相はウニカの内面にさしたる影響を与えなかったが、同性を含めた乱脈ともいえる恋愛遍歴の中で経験した3度の堕胎は、彼女にまとわりつく強迫観念となる。
1942年、26歳のウニカは、18歳年上の実業家エーリッヒ・ラウペンミューヘンと結婚し、年の離れた伴侶を選んだことに関しては「男性に父親の影を求めている」自分を自覚していた。
しかし夫の女性関係が原因で、1949年には離婚。ウニカは息子と娘の2人の子供を引き取ることを望むが親権は夫に渡ってしまう。離婚後、ウニカはわずかとはいえ糧を得るために新聞に短編小説を書くことになった。
1953年、ウニカは友人の個展で、死ぬまで生涯を共にすることになるハンス・ベルメールと出会う。すぐさま2人は惹かれ合い、ベルメールは恋人となったウニカに、シュールレアリストのご多分に漏れず、当時夢中になっていたアナグラムを教え、ウニカもこの技法の詩の創作に才能を開花させ没頭してゆく。
1954年に、ウニカはベルメールとパリに移り住むと、そこで彼に絵の指南を受け、ベルリンにいた頃に既に自分で会得していた自動画を油彩やガッシュにて描き始めた。
1956年にパリのソレイユ・ダン・ラ・テート画廊で最初の個展を行うと、シュールレアリストたちが訪れ、中でもプロネールが熱く支持したという。文筆作品は真っ先にマンディアルクの理解を得る。
1960年頃から統合失調症の症状が出始め、幻覚の中で罪悪感と加害妄想に苛まれ、自殺未遂や発作を起こし、入退院を繰り返していく。1969年にはベルメールが脳卒中に見舞われて半身不随となり、ウニカは彼の看病や生活に疲れ、ときには佯狂で、ときには真実の発作を起こして度々精神病院の「メゾン・ブランシュ」に収容されることになる。1970年の5月には友人の尽力で「メゾン・ブランシュ」より開放的で自由な個人病院に移された。そして10月18日に一時退院し、ベルメールのアパルトマンで彼と最後となった一夜を過ごした翌日の午前中、6階のテラスから身を投げて死去した。
精神病院で過ごしていた時期もあるため、ウニカの作品の製作数は元から多くない上に発作の中で作品を破壊することもあり、残された作品は油彩画9点と、200枚程度のデッサンと水彩画の他数点で、質の良い作品は友人たちの個人蔵になっている。

## 著作
- Hexentexte 魔女文書 (1954) - アナグラム詩とデッサン画。
- Oracles et spectacles 神託とスペクタクル (1967) - アナグラム詩とエッチング集。
- Dunkler Frühling 暗い春 (1969) - 少女時代の体験を元にした短めの自伝。

以上の3点は生前刊行されたもの。
- Der Mann im Jasmin ジャスミン男 (1971)
  - ジャスミンおとこ-分裂病女性の体験と記録-、西丸四方 訳、みすず書房、1975年（新装版1997年）、ISBN 978-4-622-04913-5

## 関連書籍
- ウニカ・チュルンとハンス・ベルメール(Unica Zurn et Hans Bellmer)、アートスペース美蕾樹、1992年、限定950部。

ウニカ・チュルン『神託とスペクタクル』とハンス・ベルメール『道徳小論』を収録
他、巖谷國士、植島啓司、宮川尚理、池田香代子・著/森今日子、多賀邦匡、岡田邦雄・編
- ウニカ・チュルン　ハンス・ベルメール作品集　資料7点特装函、ガラリア・アミカ、2001年、限定80部。
  - ウニカ・チュルン遺稿集　メゾン・ブランシュでの休暇　澁澤龍彦ベルメール論集成　ファンム・アンファンの楽園

『ウニカ・チュルン遺稿集：メゾン・ブランシュでの休暇』 宮川尚理編・訳
『ベルメール論集成：ファンム・アンファンの楽園』 澁澤龍彦著/岡田邦雄編
特装函版の中から上記2冊のみの新装版